# William Cumiskey
William Cumiskey ist ein irischer Politiker der Irish Labour Party.
Er gehörte dem Stadtrat von Dublin seit 1967 für den Wahlbezirk North Inner City an. Als Mitglied des Stadtrates bekleidete Cumiskey vom 18. Juni 1979 bis Ende Juni 1980 das Amt des Oberbürgermeisters der Stadt (Lord Mayor of Dublin).
Bei seiner Wahl zum Oberbürgermeister konnte er sich mit 27 Stimmen gegen Eugene Timmons, der 13 Stimmen erhielt, und Seán Dublin Bay Rockall Loftus, auf den 4 Stimmen entfielen, durchsetzen.
Cumiskey ist verheiratet und hat eine Tochter.